# Aganisia
Aganisia is een geslacht van orchideeën uit de onderfamilie Epidendroideae.
Het zijn kleine epifytische planten van zeer vochtige, montane tropische regenwouden uit Zuid-Amerika, vooral uit Brazilië, Venezuela, Guyana en Trinidad, met opvallende, overwegend witte bloemen.

## Kenmerken
Aganisia-soorten zijn kleine, klimmende epifytische planten, met lange rizomen, spoelvormige pseudobulben omgeven door de bladvoeten van lijnlancetvormige, gekielde bladeren, en een okselstandige, rechtopstaande of afhangende bloemstengel met een aar met een viertal bloemen.
De bloemen zijn opvallend, meestal wit, rood of paars gekleurd, met gelijkvormige, vrijstaande, elliptische of lancetvormige kelk- en kroonbladen. De bloemlip is drielobbig, met kleine laterale lobben die parallel lopend met het gynostemium. De lip draagt een opvallende centrale, kuifvormige callus.

## Soorten
Het geslacht omvat vier soorten. De typesoort is Aganisia pulchella.
- Aganisia cyanea (Lindl.) Rchb.f. (1876)
- Aganisia fimbriata Rchb.f. (1874)
- Aganisia pulchella Lindl. (1839)
- Aganisia rosariana (V.P.Castro & J.B.F.Silva) F.Barros & L.R.S.Guim. (2010)